# Berlinerkongressen
 Ikke at forveksle med Berlinkonferencen (1884-85).
Berlinerkongressen var et møde, der blev holdt med Europas førende magter og det Osmanniske Rige i Berlin fra 13. juni til 13. juli 1878. Der var repræsentanter til stede fra stormagterne Tyskland, Østrig-Ungarn, Frankrig, Italien, Storbritannien, Rusland og det Osmanniske Rige. Formålet var et ordne forholdene i Østeuropa på en for nogle magter mere tilfredsstillende måde (særlig Storbritannien og Østrig-Ungarn), end fredsaftalen mellem Rusland og Det Osmanniske Rige fra samme år (Freden i San Stefano).
Udover de nævnte stormagter deltog de lande, hvis områder ville blive berørt, i de konkrete forhandlinger om områderne. Det drejede sig om repræsentanter fra Grækenland, Rumænien, Serbien, Montenegro samt Armenien og Persien.
Delegater var:
- for Tyskland: fyrst Bismarck, desuden valgt til ordstyrer, statsminister v. Bülow og fyrst von Hohenlohe-Schillingsfürst,
- for Østrig-Ungarn: grev Andrássy, grev Károlyi og baron Haymerle,
- for Frankrig: Waddington og grev de Saint-Vallier,
- for Storbritannien: lord Beaconsfield, markisen af Salisbury og lord Odo Russell,
- for Italien: grev Corti og grev de Launay,
- for Rusland: fyrst Gortjakov, grev Sjuvalov og baron Oubril,
- for Tyrkiet: Karatheodori pasja, Muhammed Ali pasja og Sadullah bej.

Repræsentanter for de øvrige lande:
- for Grækenland: minister Delijannis,
- for Rumænien: ministrene Bratianu og Cogalniceanu,
- for Serbien: minister Ristic,
- for Montenegro: senatspræsidenten Bozo Petrovitj

foruden armenske biskopper og det persiske sendebud, Malcom khan.
Resultatet af kongressen blev 64 underskrevne artikler samlet i "Berlinfreden" med følgende hovedpunkter:
1. Bulgarien blev delt i et selvstændigt fyrstendømme Bulgarien og en provins Østrumelien under den osmanniske sultans overhøjhed.
2. Det Osmanniske Rige afgav byerne Kars, Ardahan og Batum til Rusland og byen Kotur til Persien samt forpligtede sig til at vedtage de reformer, som de lokale behov i de armensk-beboede provinser tilsagde og garantere armeniernes beskyttelse mod tjerkesser og kurdere.
3. Østrig-Ungarn fik efter britisk forslag mandat til at besætte og forvalte provinserne Bosnien og Hercegovina.
4. Rumænien samt Serbien og Montenegro var uberørte; senere fik de begge udvidet deres områder.
5. Den sydligste del af Bessarabien blev givet tilbage til russerne, og Dobrogea blev i stedet forenet med Rumænien.

Grækenlands ønsker om territorialudvidelse henvistes til direkte forhandling med Osmannerriget, idet stormagterne gav tilsagn om at formidle en aftale. Dette skete ved Berlinkonferencen (1880).